# Jestřábí perutě
Jestřábí perutě je kniha Václava Noska-Windyho  o  literárním díle Jaroslava Foglara. Kniha nese podtitul Povídání o foglarovkách. 

## Obsah knihy
Kniha obsahuje 29 kapitol, včetně podrobného životopisu Jaroslava Foglara. Kniha je doplněna řadou fotografií.
Dvě kapitoly se věnují literárním začátkům Jaroslava Foglara, první básni, kterou Foglar napsal a povídkám, napsaným a uveřejňovaným postupně od roku 1923 v různých časopisech a novinách (Skaut-Junák, Slovíčko – příloha Českého slova, Správný kluk, Vpřed, Mladý hlasatel, Pionýrská stezka, Naše rodina, ABC, aj.). Celkem autor knihy dohledal takto uveřejněných 54 povídek.  V přehledu je zde uvedeno vždy datum prvního zveřejnění a název časopisu.
Velmi podrobně se autor věnuje všem knihám, napsaným Jaroslavem Foglarem. Uvádí jejich knižní i sešitová vydání a doplňuje informace většinou i fotografiemi desek a nebo i přebalu knihy. Uvádí i prvky, podle kterých je možno jednotlivá vydání stejného vydavatele rozpoznat, např. u knih vydávaných v nakladatelství Jana Kobese. Vždy je uveden v tabulce přehled vydání každé z knih a to až do roku 1999.
U každé knihy, je jich zde popsáno celkem dvacet, doplňuje autor také krátkou informaci o obsahu knihy a detailně se věnuje vzniku knihy, případným problémům s jejím vydáním a mnoha zajímavostem s knihou souvisejících. Vždy je také uvedeno, kdo knihu v kterém vydání ilustroval.
Některým knihám je věnováno i více než deset stránek (např. Hoši od Bobří řeky a  Rychlé šípy).
Kniha uvádí také zahraniční vydání jednotlivých Foglarových knih.
Jedna z kapitol se zabývá také Foglarovou autobiografií „Život v poklusu“ a jejímu vzniku v průběhu mnoha let.
Je zde rovněž rekapitulace vydávání seriálů Svorní gambusíni, Medvědí družina, Pim a Red, Kulišáci, K pramenům neznáme řeky a Za poklady starých Inků. Je přiložena i srovnávací tabulka mezi Kulišáky a Rychlými šípy. 
Dále se kniha věnuje povídkám, převedeným do kreslených seriálů, např. Lov na netvora nebo Boj na Čertovce a také románům, převedeným do kreslených seriálů (Chata v Jezerní kotlině, Záhada hlavolamu, Stínadla se bouří a Modrá rokle).
Jedna z kapitol se věnuje Foglarově působení v časopisech Junák, Mladý hlasatel a Vpřed a podrobně uvádí historii jednotlivých časopisů, dobu vydávání, seznam vkládaných románů a informace o čtenářských klubech.
Další kapitola se věnuje Zápisníku 13 bobříků.
Samostatná kapitola popisuje další tituly a související literaturu (např. divadelní hru Tábor ve Sluneční zátoce, knihy Tábor Svazu třinácti a Výprava na Yucatan, hromadné dopisy Jaroslava Foglara z let 1973 až 1998 a přináší i soupis Foglarových příspěvků v některých periodikách.
Závěr knihy obsahuje také sedm přehledů:
- Přehled všech známých knižních vydání Foglarových knih
- Chronologický přehled knižních vydání
- Přehled knižních vydání podle nakladatelství vč. výše nákladu
- Přehled českých nakladatelství podle počtu knižních vydání děl J. Foglara
- Přehled prvních českých knižních vydání
- Soupis děl vydaných Olympií v rámci edice Sebrané spisy Jaroslava Foglara
- Přehled příbuzné literatury

Závěrečná kapitola uvádí informace o autorovi této knihy,  Václavu Noskovi-Windym a informace o tom, jak podklady pro uvedenou knihu sbíral a knihu vytvořil.

## Citát
Patřím mezi statisíce těch, kteří přečetli všechny foglarovky, jež kdy vyšly, a většinu z nich jsem četl i několikrát. Bohužel ne všechny v tom správném chlapeckém věku, ale kupodivu to nevadilo, jen už jsem je nemusel číst pod peřinou při baterce dlouho do noci. Teprve jako dospělý jsem zatoužil mít v knihovně všechny Foglarovy knihy... Když mohl Jestřáb psát, byl volný a svobodný jako ten dravec na obloze. Jestřábí perutě – to jsou jeho romány, povídky a seriály, jimiž nás snadno a lehce přenáší jako svou kořist do svého světa fantazie. 
Václav Nosek-Windy

## Vydání knihy
Knihu vydalo nakladatelství Olympia v roce 1999 ve formátu, jako byly Olympií vydávané Sebrané spisy Jaroslava Foglara.